# 黃敘
黄敍（?—?），南阳郡（今河南省南阳市）人。东汉末期人物。父亲是蜀汉后将军黄忠。
《三国志》蜀書黄忠传记载，黄忠去世時，黄敍已经亡故，他没有後代後继者，黄氏一族断絶。民间传说黄忠之所以成名较晚是有很大原因在为自己的儿子寻医问药。
小説《三国演义》黄敍没有登場，小説《反三国志演義》黄叙帮助刘备、关羽、张飞，击败曹操，一统中原。